# Pierre Maudet
Pour les articles homonymes, voir Maudet.
Pierre Maudet, né le 6 mars 1978 à Genève (originaire du même lieu), est un homme politique franco-suisse, membre du Parti libéral-radical genevois jusqu'en 2020, puis de Libertés et Justice sociale.
Conseiller administratif de la ville de Genève de juin 2007 juin 2012, il est conseiller d'État du canton de Genève de juin 2012 à avril 2021 et président du Conseil d'État de juin à septembre 2018.
Il est à nouveau élu au Conseil d'État genevois en avril 2023, sur la liste de son nouveau parti.
Impliqué dans plusieurs affaires politico-financières, il est reconnu coupable en 2022 d’« acceptation d’un avantage » lié à un voyage à Abou Dabi, et condamné à des jours-amende ainsi qu’à une créance compensatrice de 50 000 francs.

## Biographie
Originaire de Genève, Pierre Maudet, né Pierre-Henri Maudet, est le fils d'Henri Maudet, né en 1948, un Français originaire de la Charente-Maritime, qui a fait d'abord des études de théologie à Paris avant de s'installer à Genève et de devenir juriste, et de Susanna Willy, née en 1943, enseignante,.
Il fait sa scolarité à Genève et obtient sa maturité de type classique au collège Claparède. Il étudie ensuite à l'Université de Fribourg et obtient un master en droit en mars 2006.
En 1998-2000, Pierre Maudet exerce des responsabilités au sein de l'association parapublique « Signé 2000 », créée pour organiser les festivités genevoises au tournant du millénaire. Son service militaire dans l'armée suisse le mène jusqu'au grade de capitaine dans les troupes de sauvetage. Il y subit un accident en avril 1998 lors d'un exercice qui lui font subir de sévères brûlures sur 12 % du corps,. Avant de se consacrer entièrement à la politique, il a été pendant quelque temps consultant indépendant.
Il est marié et père de deux filles et un garçon.

### Activités après sa non-réélection au Conseil d'État
Il est engagé en mai 2021 comme directeur de la transformation numérique par Wisekey, une entreprise active dans le domaine de la cybersécurité,.
En fin d'année 2021, il participe en tant qu'acteur à une trentaine de représentations de la revue fribourgeoise Friburg.
De février à septembre[réf. nécessaire] 2022, il est administrateur (sans participation) au conseil d'administration de l'entreprise chocolatière Cocoa Valley Swiss Group qui s'installe à Vétroz dans le canton du Valais,.

## Parcours politique
À l'âge de 15 ans, il participe à la création du parlement des jeunes de la ville de Genève. Il en exerce la présidence de 1993 à 1995,,.
Il adhère au Parti radical genevois en mars 1998. Il est ensuite élu le 28 mars 1999, puis réélu en 2003, au Conseil municipal de la ville de Genève. Chef du groupe radical de 2003 à 2005,, il est le 1er vice-président du conseil de 2006 à 2007. Il est par ailleurs président du Parti radical-démocratique de la ville de Genève de 2003 à 2005,, puis du Parti radical-démocratique genevois de 2005 à 2007,,.
De 1999 à 2002, il participe à l'initiative « Oui à la région » (nettement rejetée), qui vise à fusionner les cantons de Vaud et de Genève en un canton du Léman,.
En janvier 2005, il est désigné président de la Commission fédérale pour l'enfance et la jeunesse par le Conseil fédéral. Il quitte cette fonction en 2015.
Le 29 avril 2007, il est élu au Conseil administratif de la ville de Genève et se voit confier la responsabilité du Département de l’environnement urbain et de la sécurité. Surnommé M. Propre pour son zèle à assurer la salubrité du domaine public, il contribue notamment à développer les effectifs et les compétences des agents de la police municipale et agit pour la mise en place de réseaux Wi-Fi publics sur le territoire de la ville de Genève. Il est réélu le 17 avril 2011. Du 1er juin 2011 au 31 mai 2012, il exerce la fonction de maire de la ville.
En janvier 2011, il publie un contre-rapport sur l'armée, qui s'oppose frontalement au conseiller fédéral Ueli Maurer et à son rapport sur la politique de sécurité 2010. Il y appelle à la création d'un département fédéral de la sécurité, à une coopération militaire avec l'Union européenne et à la suppression de l'obligation de servir,,.

### Conseiller d'État (2012-2021)
En 2012, à la suite de la démission de Mark Muller, il brigue son siège au Conseil d'État lors de l'élection complémentaire du 17 juin. Il est officiellement investi candidat par le Parti libéral-radical, qui a succédé au Parti radical, le 21 mars. Il remporte cette élection et quitte le conseil administratif de la ville de Genève pour le Conseil d'État, au sein duquel il se voit confier la charge du Département de la sécurité,.

En collaboration avec le Secrétariat d'État aux migrations et plusieurs organisations syndicales ou associations, il met en place l'opération Papyrus en février 2017,, afin de normaliser la situation d'étrangers sans papiers. Il inaugure par ailleurs le nouvel établissement de détention Curabilis,.

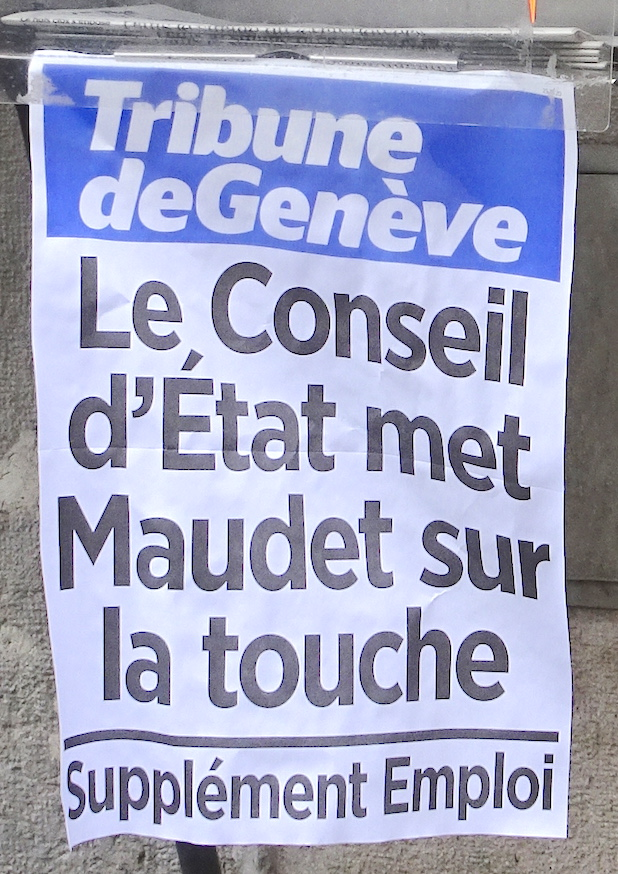
Manchette de la Tribune de Genève, le 29 octobre 2020.

Le 4 août 2017, il annonce sa candidature à la succession du conseiller fédéral Didier Burkhalter. Il termine deuxième avec 90 voix derrière Ignazio Cassis, qui est élu avec 125 voix.
Le 15 avril 2018, Pierre Maudet est réélu pour un nouveau mandat de cinq ans. Il conserve la responsabilité sur les affaires sécuritaires et prend la présidence du Conseil d'État du 1er juin au 13 septembre 2018. À la suite de l'annonce d'un projet de budget 2020 déficitaire à hauteur de 590 millions de francs, il rompt la collégialité,, expliquant sa position par le manque de réformes structurelles à mi-mandat et le non-respect de la feuille de route de législature.
En raison de l'affaire Maudet, il se voit retirer par étapes par le Conseil d'État, entre septembre 2018 et octobre 2020, toutes ses responsabilités dans l’exécutif,.
Pierre Maudet est exclu du PLR le 6 juillet 2020. Le 29 octobre 2020, il annonce sa démission du Conseil d’État et sa candidature à sa propre succession lors de l'élection complémentaire qui suit. Au second tour le 28 mars 2021, Fabienne Fischer est élue avec 47 507 suffrages (41,8 %). Pierre Maudet obtient 38 184 voix (33,6 %),.

### Retour au Conseil d'État (2023)
En 2022, il crée un nouveau parti Libertés et Justice sociale. Il est réélu au Conseil d'État genevois au second tour le 30 avril 2023 sur la liste de son nouveau parti. Son élection, en sixième position des sept élus (même position qu'au premier tour ; 48 345 voix contre 47 956 pour la socialiste Carole-Anne Kast et 47 104 pour la Verte sortante non réélue Fabienne Fischer), entraîne un basculement de la majorité gouvernementale à droite.
Dans l'attente de sa prise de fonction, il est brièvement député au Grand Conseil genevois.
Il se voit confier le département de la santé et des mobilités. À la fin 2023, son style autoritaire de direction est à nouveau dénoncé, donnant lieu à une analyse du climat de travail au sein de son département,,,

## Affaires politico-financières

### L'affaire Maudet

#### Voyage à Abou Dabi
En septembre 2018, soupçonné d'« acceptation d'un avantage »,, il reconnaît avoir menti sur la nature et le financement d'un voyage à Abou Dabi en 2015, voyage pour lequel il est condamné en février 2021 à une peine pécuniaire avec sursis et à une créance compensatrice,. Il recourt contre ce jugement et est acquitté en appel,. Après un recours du Ministère public genevois, le Tribunal fédéral arrête le 16 novembre 2022 que « l’ancien conseiller d’Etat est bien coupable d’acceptation d’un avantage pour son voyage à Abu Dhabi »,.

### Autres controverses

#### Les naturalisations express
En mai 2021, la commission de contrôle de gestion du Grand Conseil du canton de Genève dénonce pénalement un cas de naturalisation express d'une connaissance de Pierre Maudet. Selon la Radio télévision suisse, il s'agit d'un banquier libanais proche de l'un des organisateurs du voyage d'Abou Dhabi condamné en février 2021. L'intéressé a obtenu sa naturalisation en sept mois, alors qu'il faut normalement entre 15 et 18 mois. Une trentaine de courriels sont échangés entre 2015 et 2017 entre Pierre Maudet, l'intéressé et plusieurs responsables des procédures de naturalisation,,.

#### Sa rente à vie
En 2021, il annonce renoncer à sa rente à vie d'ancien conseiller d'État : « J'ai toujours dit que si je pouvais économiquement vivre sans la rente, je le ferai ». En 2022, il demande toutefois à la toucher, avec effet rétroactif, pour la verser à sa propre fondation,.

#### Uber
Selon la Tribune de Genève, Pierre Maudet aurait reçu en mai 2015 la direction européenne d’Uber. Alors que l’entreprise américaine exerçait illégalement, l’ex-conseiller d’État l’aurait laissé opérer en échange de quelques concessions. Une fuite de documents internes atteste de cet arrangement tenu secret,,,.

#### Dons fictifs lors de la campagne de 2023
En juin 2025, la Radio télévision suisse révèle que plusieurs donateurs inscrits dans la liste officielle de l’Association de soutien à l’action politique de Pierre Maudet, utilisée pour financer sa campagne électorale de 2023, seraient fictifs ou impossibles à identifier. Parmi eux figurent des personnalités historiques comme James Fazy ou Adrien Lachenal, dont l’existence contemporaine n’est pas confirmée par les registres de la population genevoise, ainsi qu’une juge pénale ayant officiellement nié tout soutien financier. La somme totale en jeu dépasse 20'000 francs, alors que la loi genevoise interdit expressément les dons anonymes ou sous pseudonyme. Face à ces incohérences, les responsables de l’association évoquent l’impossibilité d’identifier certains donateurs en raison du mode de paiement. Toutefois, des contradictions subsistent entre les déclarations de l’association et celles de l’organe de contrôle, une fiduciaire dirigée par un proche de Pierre Maudet. La légalité de ces dons fait l’objet d’une enquête administrative de l'Etat de Genève.

## Publications
- Pierre Maudet, Quarantaine, chronique d'une crise annoncée, Bière, Cabédita, 2021, 96 p. (ISBN 978-2-88295-913-3, présentation en ligne).